# Polarisering (samfund)
 For alternative betydninger, se Polarisering. (Se også artikler, som begynder med Polarisering)
Polarisering er en proces, hvor der sker en udvikling i f.eks. holdninger, udtryk eller sociale grupper. Det forekommer oftest politisk med de forskellige partiers ideologier. De bliver splittet op i stærke modsætninger.
 Der er for få eller ingen kildehenvisninger i denne artikel, hvilket er et problem. Du kan hjælpe ved at angive troværdige kilder til de påstande, som fremføres i artiklen.

| Samfund | Spire Denne samfundsartikel er en spire som bør udbygges. Du er velkommen til at hjælpe Wikipedia ved at udvide den. |